# Mediální franšíza
Mediální franšízou, nebo též multimediální franšízou, je označována skupina souvisejících médií, která byla odvozena z původního díla. Lze mezi ně řadit filmy, literaturu, televizní seriály nebo videohry. Duševní vlastnictví díla může být poskytnuto k licencování jinými stranami a společnostmi a může tak být rozšířeno skrze řadu různých odvětví pro účely tzv. merchandisingu.
V mediální franšíze dochází většinou ke kooperaci mezi společnostmi a jejich tvorbou. Vlastnící se mohou snažit o zvýšení ziskovosti díky rozmanitosti nabízené tvorby. Franšíza tak může rozšířit svoji ziskovost v komerčních odvětvích a vytvořit silnou základnu pro své zákazníky (fandom).

## Franšízy ve fikci
Dlouhotrvající filmové franšízy byly běžné na počátku studiové tvorby, kdy měla hollywoodská studia s herci a režiséry dlouhodobé smlouvy. Příkladem jsou fiktivní postavy Andy Hardy, Bulldog Drummond, Superman, Tarzan či Batman. Mezi nejdéle trvající moderní filmové franšízy lze zařadit Jamese Bonda, Godzillu a King Konga, Pátek třináctého, Noční můru v Elm Street nebo Star Trek. V takovýchto případech mohou být herci hlavních rolí nahrazeni nebo jejich postavy zabity, protože jsou na roli moc staří nebo o ni ztratili zájem.
Mediální franšízy mají tendenci měnit formáty nových děl. V literárních franšízách, jako je Nancy Drew nebo Jane Marplová, může dojít k filmové adaptaci. Televizní a filmové franšízy jsou pak mnohdy rozšířeny o knižní tvorbu. Například série The Twilight Zone, Pán času či Star Wars.